# Amt Duisdorf

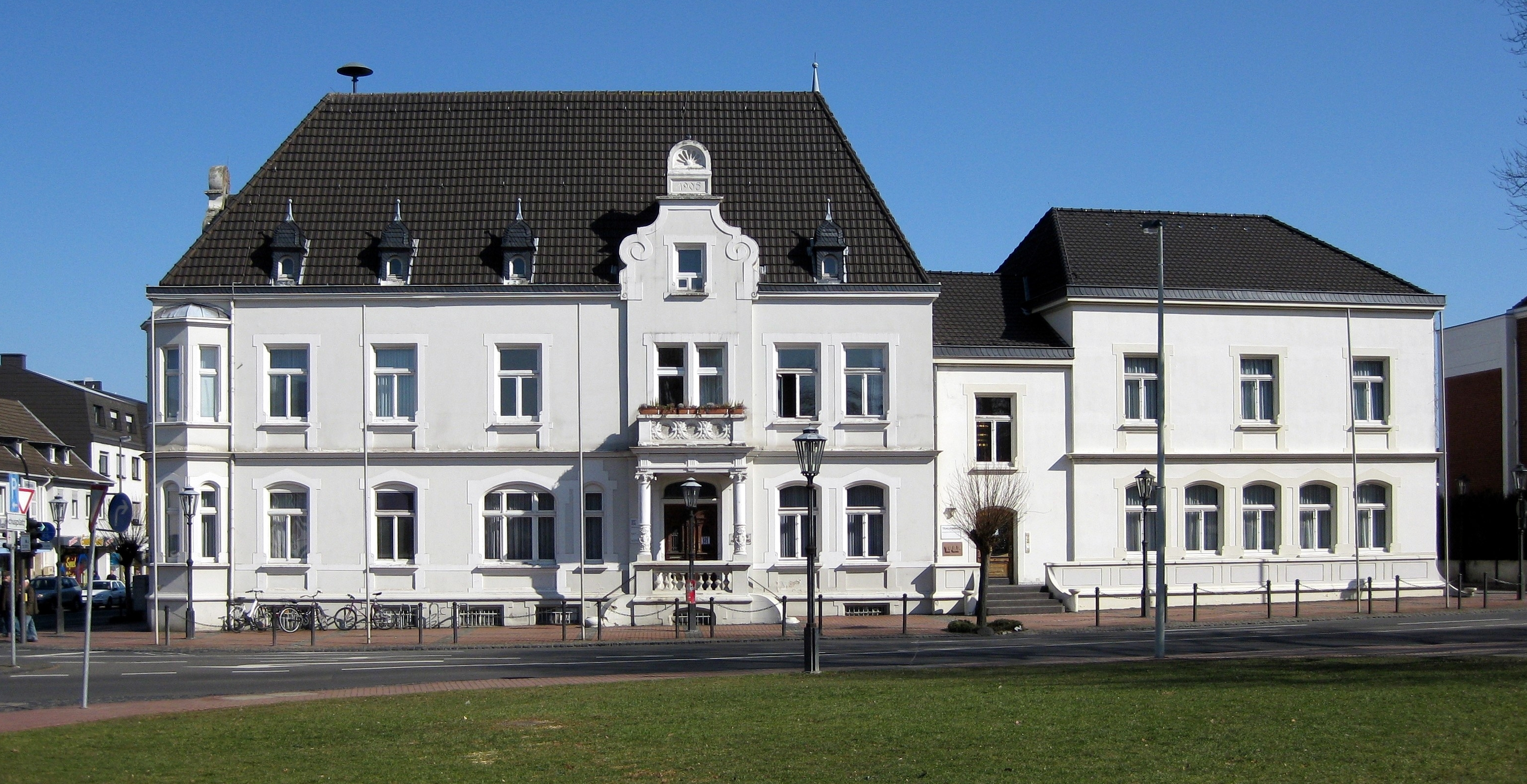
Ehemaliges Dienstgebäude der Amtsverwaltung aus dem Jahre 1905

Das Amt Duisdorf war ein Verwaltungsbezirk im ehemaligen Landkreis Bonn. Ihm gehörten elf Gemeinden an, er bestand von 1927 bis zum 31. Juli 1969.

## Gemeinden
- 1969 der Stadt Bonn zugeordnet:[1]
  - Buschdorf
  - Duisdorf
  - Ippendorf
  - Lengsdorf
  - Lessenich (mit Meßdorf)
  - Röttgen (mit Ückesdorf)
- 1969 der Gemeinde Alfter zugeordnet:
  - Alfter (mit Birrekoven und Olsdorf)
  - Gielsdorf
  - Impekoven (mit Nettekoven und Ramelshoven)
  - Oedekoven
  - Witterschlick (mit Volmershoven und Heidgen)

## Geschichte
Nachdem das Rheinland 1815 auf dem Wiener Kongress dem Königreich Preußen zugeordnet wurde, bildete der preußische Staat zur Verwaltung der Gemeinden im Jahre 1816 Bürgermeistereien. Im ebenfalls neu gebildeten Kreis Bonn waren das, bezogen auf den späteren Amtsbezirk Duisdorf, die Bürgermeistereien Oedekoven und Poppelsdorf.
Im Jahr 1904 wurde die Bürgermeisterei Poppelsdorf aufgelöst, vier der zugehörigen Gemeinden in die Stadt Bonn eingemeindet und aus den übrigen die Bürgermeisterei Duisdorf neu gebildet. So wie alle Bürgermeistereien in der Rheinprovinz wurde die Bürgermeisterei Duisdorf 1927 in Amt Duisdorf umbenannt. 
1934 wurden die Dienststellen der Ämter Duisdorf und Oedekoven zusammengelegt, 1937 wurde dann das Amt Oedekoven aufgelöst und die zugehörigen Gemeinden dem Amt Duisdorf zugeordnet.
Der Landkreis Bonn und das Amt Duisdorf mit den amtsangehörigen Gemeinden wurden mit Ablauf des 31. Juli 1969 aufgelöst. Am 1. August 1969 kamen im Rahmen des sogenannten Bonn-Gesetzes die vormaligen Gemeinden Buschdorf, Duisdorf, Ippendorf, Lengsdorf, Lessenich sowie Röttgen durch Zusammenschluss zur neuen kreisfreien Stadt Bonn. Die vormaligen Gemeinden Alfter, Gielsdorf, Impekoven, Oedekoven sowie Witterschlick bilden seitdem die neugeschaffene amtsfreie Gemeinde Alfter im ebenfalls neugeschaffenen Rhein-Sieg-Kreis.

## Amtsbürgermeister
- 1945–1946: Josef Eger
- 1946–1948: Josef Böker
- 1948–1969: Johann Brünker (CDU)

## Amtsdirektoren
- 1946: Josef Eger
- 1946–1953: Heinrich Ditz
- 1953–1957: Hubert Wallraf
- 1957–1969: Johannes Janssen

## Einwohnerentwicklung
- 1949: 15.454
- 1950: 19.884
- 1953: 25.000
- 1963: 40.000
- 1967: 54.000